# Полет 182 на „Пасифик Саутуест Еърлайнс“
Полет 182 на „Пасифик Саутуест Еърлайнс“ e редовен вътрешен пътнически полет от международното летище „Сакраменто“, Сакраменто, до международното летище „Сан Диего“, Сан Диего, с междинно кацане в Лос Анджелис, Калифорния, Съединените американски щати, управляван от „Пасифик Саутуест Еърлайнс“. На 25 септември 1978 г. самолетът „Боинг 727-214“, който изпълнява полета при спускане към Сан Диего, се сблъсква във въздуха с частен „Чесна 172“, въпреки предупрежденията към екипажа на „Боинга“ за наличието на по-малък самолет към захода за летището. Местен фотограф заснема 727, докато пада и дясното му крило гори, а малко след това двете машини се разбиват в жилищен район близо до летището в Сан Диего, в резултат на което загиват всички 137 души от двата самолета, както и още 7 на земята.
Докладът на Националния борд по безопасност на транспорта определя, че вероятната причина за инцидента е неуспехът на полетния екипаж на „Боинга“ да следва правилните процедури за контрол на въздушното движение, което е и причината по-малкият самолет да бъде изпуснат от поглед. Грешки от страна на контрола на въздушното движение също са посочени като допринасящи фактори, както и че пилотите на частния самолет по неизвестни причини, не поддържат зададената им посока. Установено е, че в пилотската кабина на „Боинга“ някои разговори нямат отношение към полета по време на критичните му фази на снижаване и заход за кацане.
По това време катастрофата, е най-смъртоносното търговско въздушно бедствие в САЩ и е надминато осем месеца по-късно, когато самолетът при полет 191 на „Американ Еърлайнс“ се разбива в Чикаго. На 15 май 1980 г. Федералната авиационна администрация въвежда така нареченото въздушно пространство клас B, за да осигури разделяне на всички самолети, които оперират в района. Мемориална плоча в чест на загиналите в двата самолета и на земята се намира в Аерокосмическия музей на Сан Диего. По случай 20-ата годишнина от катастрофата е засадено дърво и поставена паметна плоча на загиналите.